# Władysław Komendarek
Władysław Komendarek (* 10. října 1948) je polský hudebník a hudební skladatel. Narodil se ve městě Sochaczew a později byl členem kapely Grupa Dominika. Během sedmdesátých a osmdesátých let působil v progresivní rockové skupině Exodus. Po odchodu se vydal na sólovou dráhu, první album nazvané Władysław Komendarek vydal roku 1985 a následovala řada dalších. V roce 2013 získal ocenění Człowiek ze Złotym Uchem.